# Library of Congress Living Legend
Library of Congress Living Legend är en utmärkelse som gavs av Library of Congress till någon som kreativt bidragit till amerikanskt liv. Den utdelades åren 2000–2018. Bland dem som fått priset finns konstnärer, författare, filmregissörer, läkare, politiker och idrottare.

## Ett urval av alla "Living Legends"
- Hank Aaron
- Muhammad Ali
- Madeleine Albright
- Harry Belafonte
- Tony Bennett
- Larry Bird
- William F. Buckley, Jr.
- Carol Burnett
- Benny Carter
- Beverly Cleary
- David Copperfield
- Bill Cosby
- Merce Cunningham
- Suzanne Farrell
- John Kenneth Galbraith
- Quincy Jones
- George Kennan
- Jackie Joyner Kersee
- B.B. King
- Billie Jean King
- Jeane Kirkpatrick
- Ursula LeGuin
- Annie Leibovitz
- Carl Lewis
- Yo-Yo Ma
- Mark McGwire
- Rita Moreno
- Toni Morrison
- Katherine Paterson
- I.M. Pei
- Itzhak Perlman
- Colin Powell
- Leontyne Price
- Sally K. Ride
- Philip Roth
- Martin Scorsese
- Pete Seeger
- Maurice Sendak
- Stephen Sondheim
- Steven Spielberg
- Ralph Stanley
- Isaac Stern
- Barbra Streisand
- William Styron
- Tiger Woods